# Hyaenodontidae
Hyaenodontidae ("răng linh cẩu") là một họ trong bộ Creodonta đã tuyệt chủng, bao gồm nhiều chi.
Hyaenodontidae từng là nhóm động vật có vú ăn thịt chính yếu vào cuối thế Paleocene và vẫn phát triển vào thế Miocene. Chúng phát triển rộng rãi và thành công hơn họ hàng là họ Oxyaenidae.

## Chi
- Bộ CREODONTA
  - Họ Hyaenodontidae[3]
    - Phân họ Hyaenodontinae
      - Hyaenodon
      - Isohyaenodon
      - Metapterodon
      - Neoparapterodon
      - Pyrocyon

    - Phân họ Hyainailourinae
      - Akhnatenavus
      - Anasinopa
      - Apterodon (syn. Dasyurodon)
      - Buhakia
      - Dissopsalis
      - Francotherium

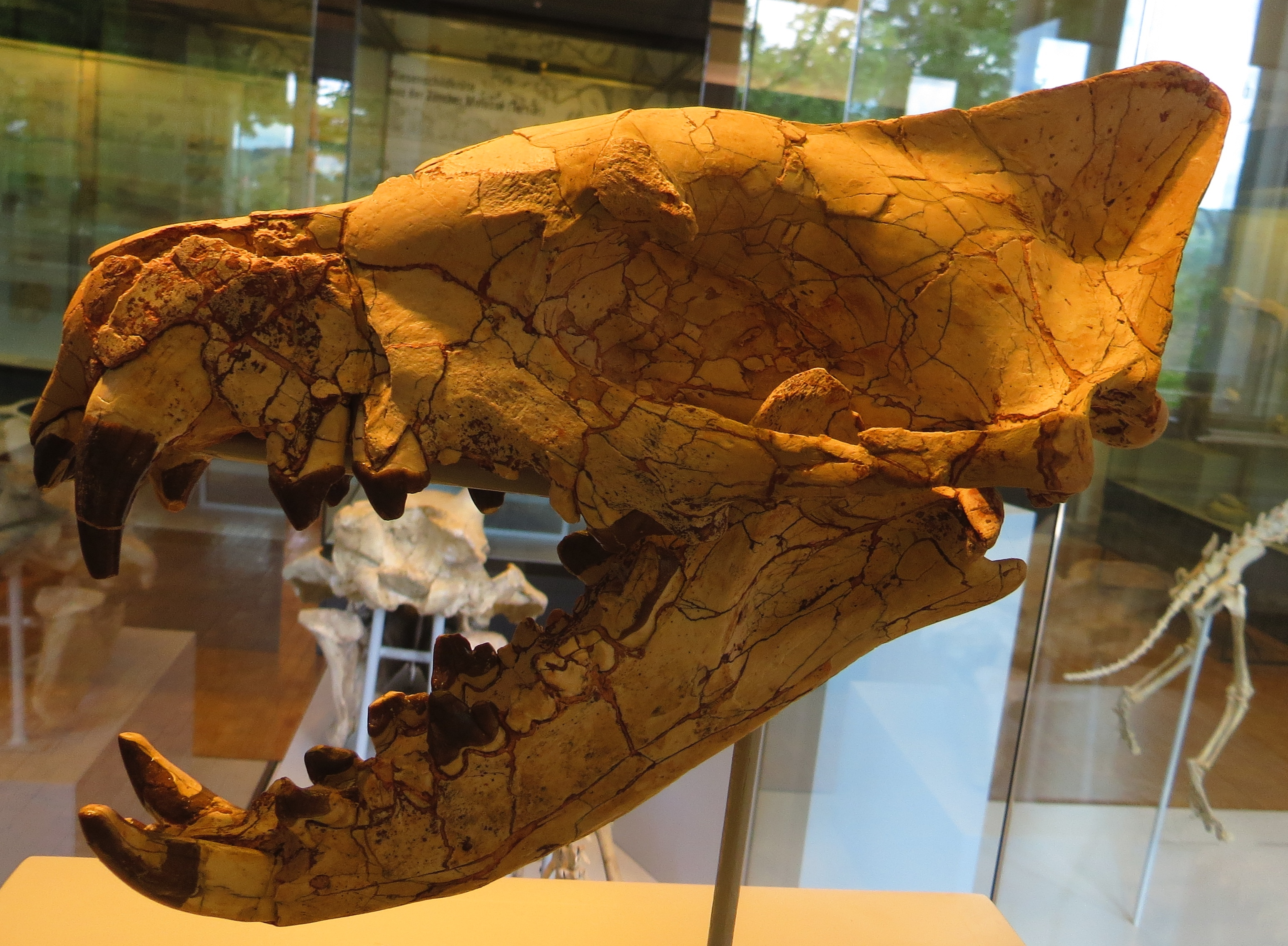
Hộp sọ Hyaenodon

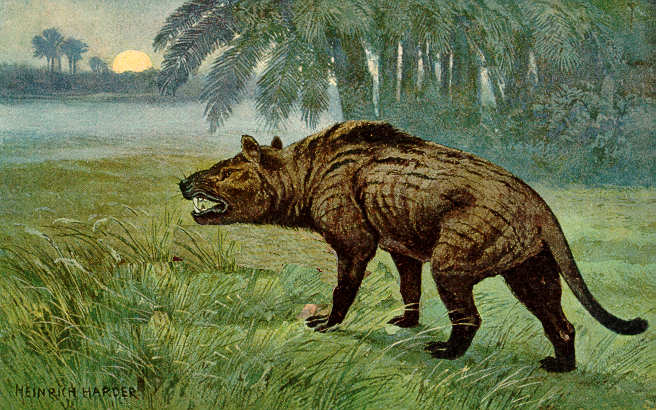
Tái thiết Hyaenodon bởi Heinrich Harder

Hộp sọ Apterodon macrognathus

      - Hyainailouros (syn. Sivapterodon),
      - Megistotherium
      - Metasinopa
      - Pterodon

    - Phân họ Limnocyoninae
      - Iridodon
      - Limnocyon (syn. Telmatocyon)
      - Oxyaenodon
      - Prolimnocyon
      - Thinocyon

    - Phân họ Proviverrinae
      - Allopterodon
      - Arfia
      - Boualitomus
      - Cynohyaenodon
      - Eurotherium
      - Indohyaenodon
      - Kyawdawia
      - Leonhardtina
      - Masrasector
      - Paracynohyaenodon
      - Paratritemnodon
      - Prodissopsalis
      - Prototomus
      - Proviverra
      - Sinopa (syn. Stypolophus, Triacodon)

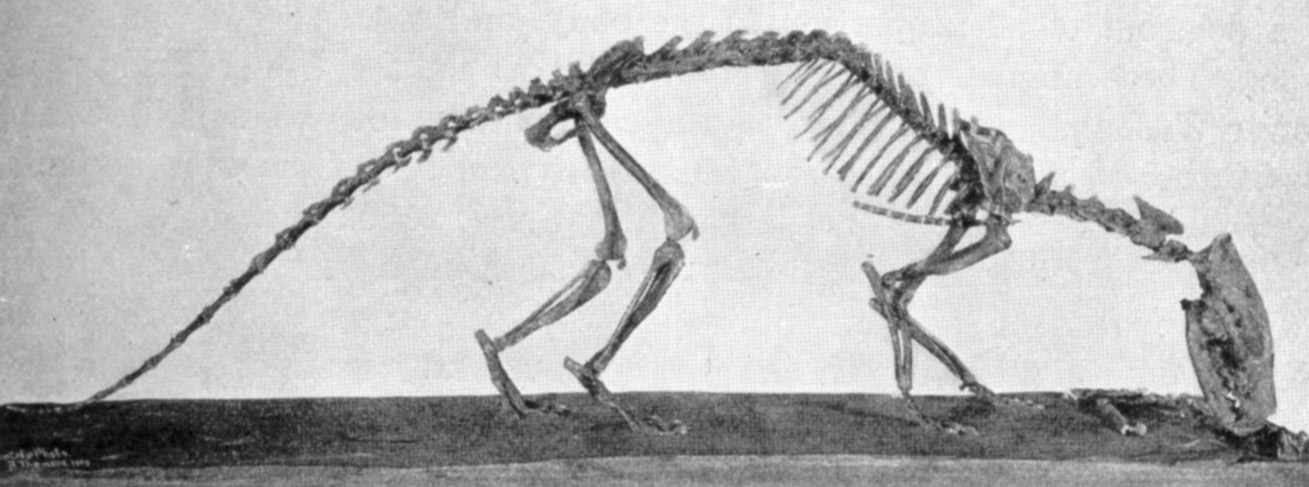
Tritemnodon

      - Tinerhodon

    - Incertae sedis
      - Acarictis
      - Alienetherium
      - Consobrinus
      - Galecyon
      - Gazinocyon
      - Geiselotherium
      - Hemipsalodon
      - Hyaenodontipus
      - Imperatoria
      - Ischnognathus
      - Leakitherium
      - Orienspterodon
      - Oxyaenoides
      - Paenoxyaenoides
      - Parapterodon
      - Paravagula
      - Paroxyaena
      - Praecodens
      - Prolaena
      - Propterodon
      - ProviverroidesTritemnodon
      - Quasiapterodon
      - Quercitherium
      - Schizophagus
      - Teratodon
      - Thereutherium
      - Tritemnodon
      - Yarshea